# Том Макбрін
Том Макбрін (англ. Tom McBreen, 31 серпня 1952) — американський плавець.
Олімпійський чемпіон 1972 року.
Призер Панамериканських ігор 1971 року.